# Léda atomique
Pour l’article homonyme, voir Léda.
 (février 2023).
Si vous disposez d'ouvrages ou d'articles de référence ou si vous connaissez des sites web de qualité traitant du thème abordé ici, merci de compléter l'article en donnant les références utiles à sa vérifiabilité et en les liant à la section « Notes et références ».
Léda atomique ou Leda atómica est une huile sur toile surréaliste peinte par Salvador Dalí en 1949. Elle est conservée à la Fondation Gala-Salvador Dalí, à Figueras. C'est une toile emblématique de la période de « Mysticisme corpusculaire » du peintre.

## Description
D'après Dalí « Leda atómica est le tableau de notre vie. Tout est suspendu dans l'espace sans que rien se touche. Même la mer s'élève à distance de la terre. »
Gala, l'épouse du peintre est représentée comme Leda qui, selon la légende, fut séduite par le dieu Zeus transformé en cygne et mit au monde l'œuf duquel naquirent les dioscures, Castor et Pollux et les sœurs Hélène et Clytemnestre.
Dali se personnifie sous les traits du cygne, mais met également en relation avec Castor et Pollux comme deux âmes jumelles semblables à Gala et à lui-même.
Leda est assise sur un haut piédestal, les deux pieds sur de petits reposoirs pendant qu'elle caresse le cygne.
La toile fait partie de la période de mysticisme atomique du peintre, durant laquelle Dali s'inspirait de la physique atomique, où des particules élémentaires séparées par du vide se maintiennent en équilibre, tout en formant à échelle macroscopique un ensemble cohérent. Tout dans le cadre flotte, jusqu'à la mer qui flotte sur le sable et aucun des éléments de la toile n'est en contact, suivant en cela la théorie de la physique intra-atomique.
Entre les objets en lévitation on trouve un cadre de bois, un livre rouge - peut être la Bible - trois gouttes d'eau et une coquille d'œuf, symbole de vie très important de l'œuvre dalinienne. Gala et le cygne sont représentés de façon hyperréaliste, de façon quasi photographique, bien que les ombres portées ne correspondent pas aux représentations. Cette œuvre marque un tournant dans l'œuvre dalinienne vers un réalisme décuplé et très élaboré.

## Réalisation
La version définitive fut précédée de plusieurs études à l'encre de chine, et d'une peinture à l'huile qui resta inachevée. Avec l'aide du prince Matila Ghyka, mathématicien roumain rencontré en Californie, Dali réalisa de savants calculs théoriques durant trois mois qui donnèrent lieu à un film sur la composition de la toile. La peinture synthétise des siècles de tradition mathématique et symbolique, spécialement les apports pythagoriciens. Sa trame repose sur le nombre d'or élaborée de telle façon que le spectateur ne puisse pas la voir simplement. Sur un croquis de 1947, on note la précision de l'analyse géométrique réalisée par Dali sur la base du pentagramme mystique pythagoricien, une étoile à cinq branches formée de cinq lignes droites.
Le cygne de Leda est également représenté sur des joyaux que Dali dessina pour Gala en 1959 et réalisés par le New-yorkais Carlos Alemany.